# Костадин Видолов
Костадин Тодоров Видолов е бивш български футболист, полузащитник, национален състезател.
Роден е на 2 май 1970 г. в с. Войсил, Пловдивско. Юноша е на Марица и Спартак (Пловдив). Играл е за Локомотив (Пловдив), Ботев (Пловдив), Локомотив (София) (1996, в 3 контроли), ЦСКА, Левски (София), Бурсаспор (Турция) и Унион (Берлин, Германия). Шампион на България за 1997 и вицешампион през 2001 с ЦСКА и през 2004 с Левски, бронзов медалист през 1992 с Локомотив (Пд) и през 1994 и 1995 с Ботев.
В турнира за купата на УЕФА има 14 мача и 3 гола (6 мача с 1 гол за Ботев, 4 мача с 1 гол за ЦСКА, 2 мача с 1 гол за Локомотив (Пд) и 2 мача за Левски). За националния отбор дебютира на 26 август 1992 г. срещу Турция (в Трабзон), изиграл е 16 мача и е вкарал 1 гол.
Приключва кариерата си като футболист в отбора на Берое на 2 ноември 2009 г. След това е назначен за треньор на втория отбор на Берое. А през лятото на 2010 се завръща в Ботев като помощник-треньор.
От 11.06.2025 г. поема поста на старши треньор на Спартак Пловдив, един от клубовете, чиито екипи е носил и като играч.

## Статистика по сезони
- Локомотив (Пд) – 1989/90 - А група, 29/4
- Локомотив (Пд) – 1990/91 - А група, 29/4
- Локомотив (Пд) – 1991/92 - А група, 27/6
- Локомотив (Пд) – 1992/93 - А група, 27/9
- Ботев – 1993/94 – A група, 26/2
- Ботев – 1994/95 – A група, 24/9
- Ботев – 1995/96 – A група, 25/7
- ЦСКА – 1996/ес. - A група, 15/1
- Бурсаспор – 1997/пр. - Турска Суперлига, 15/1
- Бурсаспор – 1997/98 – Турска Суперлига, 31/2
- Бурсаспор – 1998/99 – Турска Суперлига, 24/3
- Ботев – 1999/00 – A група, 23/8
- ЦСКА – 2000/01 – A група, 20/8
- Унион (Берлин) – 2001/02 – Втора Бундеслига, 34/10
- Унион (Берлин) – 2002/03 – Втора Бундеслига, 29/6
- Унион (Берлин) – 2003/ес. - Втора Бундеслига, 11/1
- Левски – 2004/пр. - A група, 11/1
- Ботев – 2004/05 – Б група, 28/13
- Ботев – 2005/06 – A група, 27/6
- Ботев – 2006/07 – A група
- ПФК Спартак – 2007/08 – Б група, 11/0
- ПФК Берое (Стара Загора)-2008/2009 - БГрупа, 23/4
- ПФК Берое Ст. Загора 2009/2010 - А Група, 6/0